# مک‌گی کریک (کالیفرنیا)
مک‌گی کریک (به انگلیسی: McGee Creek) یک منطقهٔ مسکونی در ایالات متحده آمریکا است که در شهرستان مونو، کالیفرنیا واقع شده‌است. مک‌گی کریک ۱۰٫۳۹۱ کیلومتر مربع مساحت و ۴۱ نفر جمعیت دارد و ۲٬۳۵۴٫۰ متر بالاتر از سطح دریا واقع شده‌است.